# Josip Kuže
Josip Kuže (* 13. November 1952 in Vranje, SFR Jugoslawien; † 16. Juni 2013 in Zagreb, Kroatien) war ein jugoslawischer bzw. kroatischer Fußballspieler und -trainer.

## Karriere
Kuže war für Dinamo Zagreb aktiv und absolvierte für die jugoslawische U-21-Nationalmannschaft elf Spiele. Als Verteidiger absolvierte er zwischen 1971 und 1981 384 Spiele und erzielte 14 Tore für Dinamo. 
Nach seiner aktiven Karriere wurde Kuže zunächst Trainer bei Sydney Croatia (1982–1984) und Slavonski Brod (1985–1986). Danach war er für eine kurze Zeit bei Dinamo Zagreb für die Jugendmannschaften zuständig. 1988 wurde er Trainer beim bosnischen Club FK Borac Banja Luka, bevor er 1989 den Trainerposten bei seinem ehemaligen Verein Dinamo Zagreb übernahm. 1991 übernahm Kuže das Traineramt beim Zweitligisten FC Rot-Weiß Erfurt. Nach dem Abstieg wechselte er zum Ligakonkurrenten 1. FSV Mainz 05, bei dem er bis 1994 im Amt war. Danach ging Kuže zum japanischen Erstligisten Gamba Osaka, für den er von 1995 bis 1999 als Trainer arbeitete. 1998 bis 2000 trainierte Kuže erneut Dinamo Zagreb, bevor er im September 2000 Nachfolger von Christoph Franke beim Chemnitzer FC wurde. Nach desolaten Leistungen der Mannschaft wurde Kuže im November jedoch wieder entlassen, doch auch seine Nachfolger konnten den Abstieg des CFC aus der 2. Bundesliga nicht verhindern. 
Kuže trainierte in der Saison 2003/04 Inter Zaprešić. 2005 wurde er wieder Trainer bei Dinamo Zagreb und führte in der Saison 2005/06 seine Mannschaft zur kroatischen Meisterschaft. Nach dem frühen Ausscheiden aus den europäischen Wettbewerben und einer Schwächephase in der kroatischen Meisterschaft wurde sein Vertrag während der Winterpause 2006/2007 gekündigt. 
Im Oktober 2007 wurde er als Nachfolger des Deutschen Michael Nees Nationaltrainer Ruandas. Im Mai 2009 wurde er Nationaltrainer der albanischen Nationalmannschaft. Im Oktober 2011 trennte man sich von ihm nach der verpassten Qualifikation für die Fußball-Europameisterschaft 2012.
Kuže starb 60-jährig im Juni 2013 an den Folgen einer wenige Monate zuvor diagnostizierten Leukämieerkrankung.